# Lettere da Kew

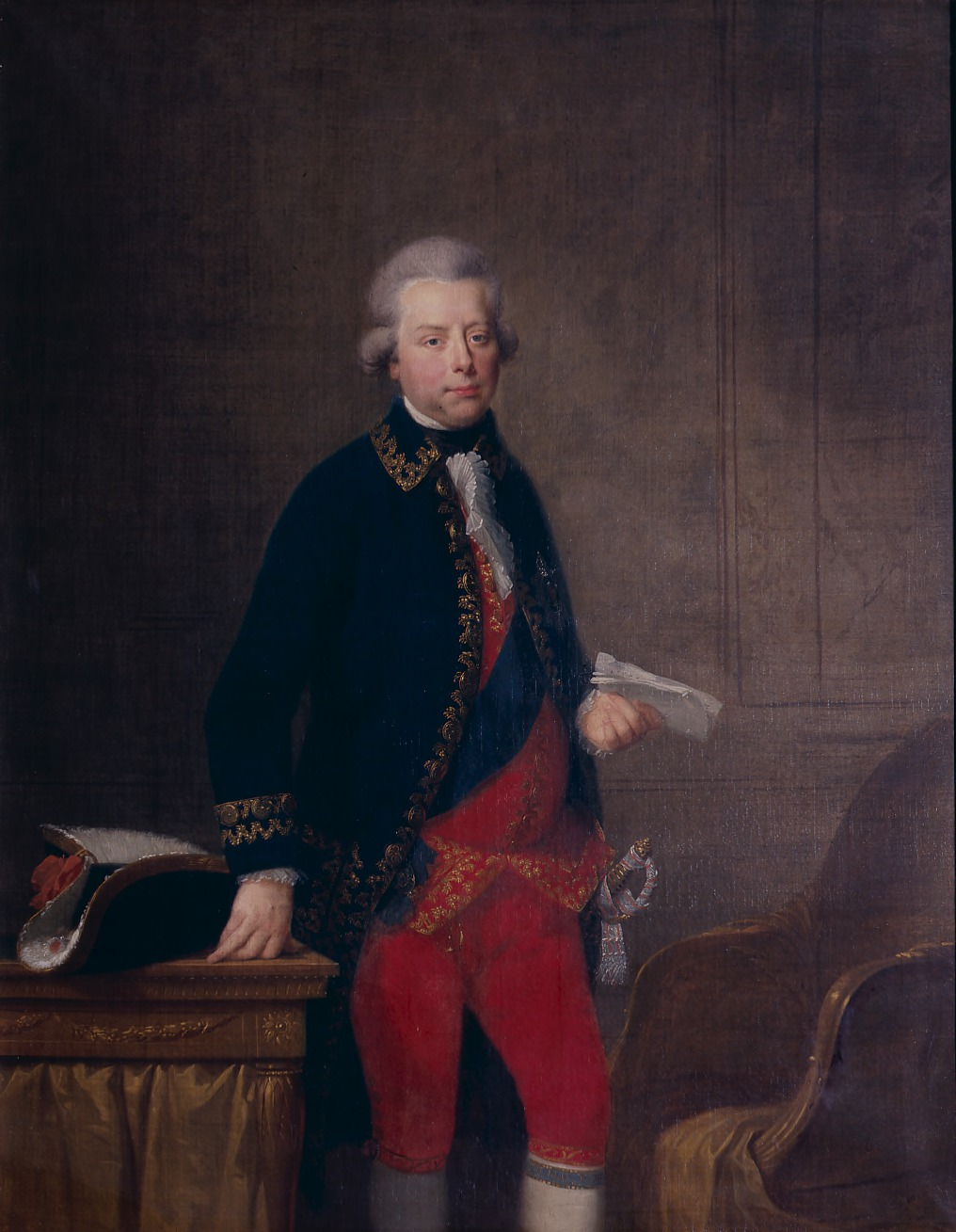
Guglielmo V, Statolder d'Olanda

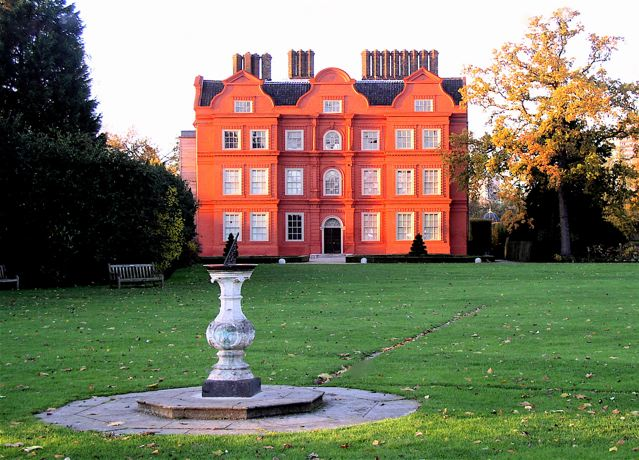
Il Kew Palace, dove Guglielmo V soggiornò quando scrisse le lettere. L'edificio è stato anche chiamato Casa Olanda perché ha la facciata in stile olandese.

Le Lettere da Kew (note anche come la circolare di Kew) sono state un certo numero di lettere, scritte dallo Statolder Guglielmo V, principe d'Orange dal 30 gennaio all'8 febbraio 1795 dalla "Casa olandese" Palazzo di Kew, dove rimase temporaneamente dopo il suo arrivo in Inghilterra il 18 gennaio 1795.
Le lettere erano scritte in veste di capitano generale della Repubblica delle Sette Province Unite alle autorità civili e militari nella provincia di Zelanda e Frisia (che non avevano ancora capitolato all'invasione delle truppe della Francia rivoluzionaria), destinate agli ufficiali al comando di navi da guerra olandesi nei porti britannici e ai governatori coloniali olandesi.
Li esortava a continuare la resistenza in collaborazione con il Regno Unito contro le forze armate della Repubblica francese che avevano invaso la Repubblica olandese e che lo costrinsero a fuggire in Inghilterra.
In particolare le lettere per i governatori coloniali hanno avuto un ruolo importante, perché hanno ordinato loro di cedere le colonie olandesi agli inglesi "per sicurezza", in modo da non cadere nelle mani dei francesi.
I governatori di Malacca, Amboina e Sumatra Occidentale hanno obbedito senza combattere. Cochin (Malabar olandese), si arrese dopo un breve bombardamento. Il resto delle enclavi olandesi nell'India meridionale sono state invase rapidamente. Altrove, anche se i governatori non hanno rispettato l'ordine di mettere le loro installazioni militari a disposizione britannica, molti erano confusi e demoralizzati dalle lettere, specie dove vi era rivalità tra le fazioni orangista e patriottica.